# 프라임95
프라임95(Prime95)는 GIMPS가 사용하고 George Woltman이 개발한 프리웨어 응용 프로그램으로, 새로운 메르센 소수를 찾기 위한 분산 컴퓨팅 프로젝트이다. 더 구체적으로 말해, 프라임95는 윈도우, OS X 버전의 소프트웨어를 가리킨다.
M프라임(MPrime)은 리눅스의 명령 줄 인터페이스 버전의 프라임95로서, 텍스트 터미널이나 터미널 에뮬레이터 창을 통해 원격 셸 클라이언트로서 실행된다. 프라임95와 기능은 동일하지만 그래픽 사용자 인터페이스는 갖추고 있지 않다.

## 분산 컴퓨팅의 메르센 소수 찾기
2014년 기준으로 14개의 새로운 메르센 소수가 참가자 네트워크에 의해 발견되고 있으며 새로운 메르센 소수는 2009년까지 해마다 대략적으로 발견되었다. 마지막 것은 4년 뒤에 있었다.

### 처리 능력
선택된 벤치마크 표는 아래와 같다. 완성 목록은 GIMPS 웹사이트에서 볼 수 있다.
| CPU 코어 파워 비교      | 주파수    | 코어 | FFT   | FFT   | 트라이얼 팩토링 | TDP  |
| 프라임95 벤치마크       | (코어 당) |      | 2048k | 4096k | 64비트          |      |
| 플랫폼 CPU 모델         | MHz       |      | ms    | ms    | ms              | 와트 |
| ----------------------- | --------- | ---- | ----- | ----- | --------------- | ---- |
| 인텔 아톰 330           | 1600      | 2    | 621   | 1166  | 46              | 8    |
| 인텔 아톰 D510          | 1664      | 2    | 586   | 1954  | 25.7            | 13   |
| 인텔 펜티엄 III         | 1151      | 1    | 438   | 923   | 50.6            | 30   |
| AMD 애슬론              | 1054      | 1    | 457   | 774   | 56.0            | 68   |
| AMD 퓨전 E-350          | 1596      | 2    | 222   | 491   | 15.2            | 18   |
| AMD 애슬론 XP 2000+     | 1640      | 1    | 201   | 448   | 32.8            | ~60  |
| 인텔 펜티엄 4           | 3078      | 1    | 72.4  | 162   | 14.9            | 86   |
| AMD 페넘 II X4          | 3414      | 4    | 34.9  | 76.3  | 4.59            | 125  |
| 인텔 코어 2 듀오 E8600  | 3334      | 2    | 34.2  | 73.1  | 4.89            | 65   |
| 샌디브리지 펜티엄 G620T | 2159      | 2    | 41.1  | 72.5  | 4.99            | 35   |
| AMD 페넘 II X6 1100T    | 3310      | 6    | 32.7  | 69.5  | 3.85            | 125  |
| 인텔 코어 i5-2500K      | 3330      | 4    | 23.9  | 53.2  | 3.49            | 95   |
| 인텔 코어 i5-2500K      | 4400      | 4    | 3.3   | 7.1   | 2.61            | 95   |
| 인텔 코어 i7-2600K      | 3463      | 4    | 21.8  | 45.4  | 3.67            | 95   |
| 인텔 코어 i7-3770K      | 4222      | 4    | 3.978 | 9.450 | 3.788           | 77   |

## 제한
버전 24 이하의 프라임95는 메르센 소수를 {\displaystyle 2^{79,300,000}-1} 초과하여 테스트할 수 없다.

## 같이 보기
- 스트레스 테스트[6]
- 오버클럭